# Octavio Troianescu
Octavio (Octav) Troianescu (ur. 4 lutego 1916 w Czerniowcach [dzisiejsza Ukraina], zm. 8 listopada 1980 w Bukareszcie) – rumuński szachista, mistrz międzynarodowy od 1950 roku.

## Kariera szachowa
Od połowy lat 40. do końca 70. należał do ścisłej czołówki rumuńskich szachistów, dziewięciokrotnie zdobywając medale indywidualnych mistrzostw kraju (w tym pięć złotych, w latach 1946, 1954, 1956, 1957 i 1968). W 1956 i 1960 reprezentował narodowe barwy na szachowych olimpiadach, natomiast w 1957 zajął IX miejsce w turnieju strefowym (eliminacji mistrzostw świata) w Wageningen.
Do indywidualnych sukcesów Octavio Troianescu na arenie międzynarodowej należały m.in. dz. III m. w Bukareszcie (1951, za Zdrawko Milewem i Stefanem Szabo, wspólnie z Tiborem Florianem), II m. w Sopocie (1951, za Erno Geberenem) oraz III m. w Erfurcie (1955, za Wolfgangiem Uhlmannem i Atanasem Kolewem), jak również dz. V m. w Balatonfured (1958, memoriał Lajosa Asztalosa, za Lajosem Portischem, Aleksandrem Tołuszem, Laszlo Szabo i Istvanem Bilkiem, wspólnie z Gedeonem Barczą).
Według retrospektywnego systemu rankingowego Chessmetrics, najwyżej notowany był w styczniu 1953 r., zajmował wówczas 99. miejsce na świecie.